# Myrichthys maculosus
Myrichthys maculosus är en fiskart som först beskrevs av Cuvier, 1816.  Myrichthys maculosus ingår i släktet Myrichthys och familjen Ophichthidae. Inga underarter finns listade i Catalogue of Life.